# Дронеро
Дронѐро (на италиански: Dronero; на пиемонтски: Dronè, Дроне) е градче и община в Северна Италия, провинция Кунео, регион Пиемонт. Разположено е на 622 m надморска височина. Населението на общината е 7317 души (към 2010 г.).